# Кларк Милс (Њујорк)
Кларк Милс (енгл. Clark Mills) насељено је место без административног статуса у америчкој савезној држави Њујорк.

## Демографија
По попису из 2010. године број становника је 1.905, што је 481 (33,8%) становника више него 2000. године.
| Група             | 2000.         | 2010.         |
| Белци             | 1.398 (98,2%) | 1.793 (94,1%) |
| Афроамериканци    | 13 (0,9%)     | 19 (1,0%)     |
| Азијати           | 0 (0,0%)      | 29 (1,5%)     |
| Хиспаноамериканци | 5 (0,4%)      | 35 (1,8%)     |
| Укупно            | 1.424         | 1.905         |